# 국회의사당 (싱가포르)

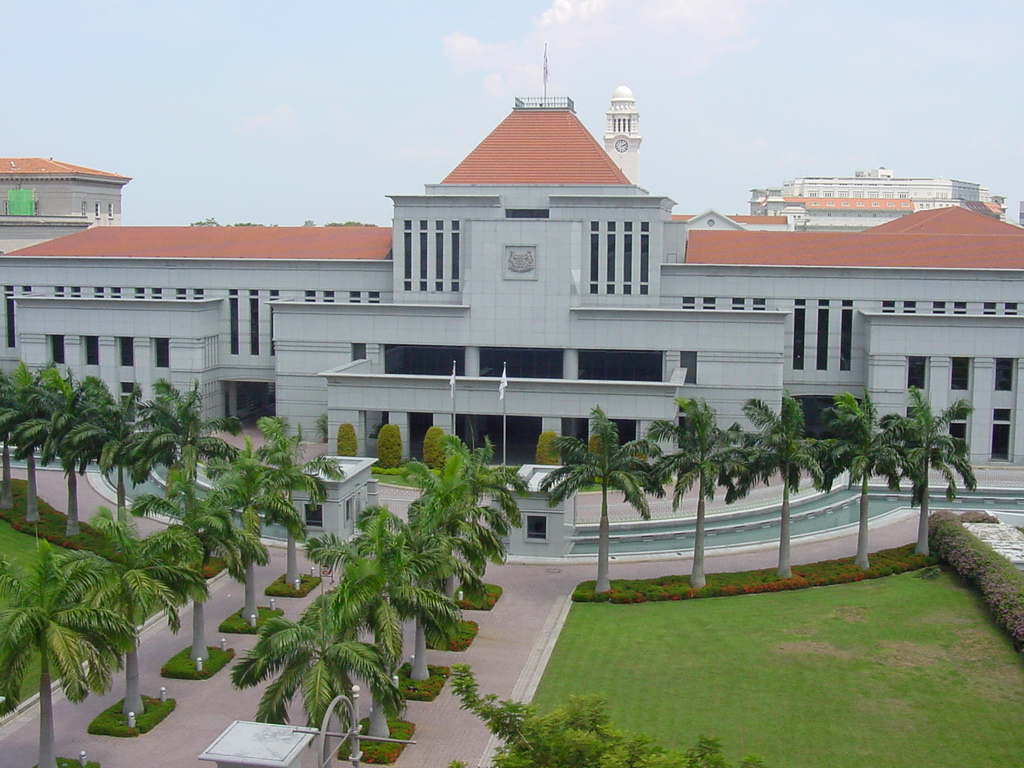

국회의사당(Parliament House)은 싱가포르의 공공건물이자 문화적 랜드마크이다. 이곳에는 싱가포르 의회가 있으며 중앙 지역 내 다운타운 코어의 시민 지구에 위치해 있다. 근처에는 싱가포르강 건너편에 국회의사당이 있는 래플스 플레이스(Raffles Place)가 있고 길 건너편에는 대법원 건물이 있다. 건물은 위엄과 권위를 현대 건축적으로 표현하도록 설계되었다. 옹텡청 회장이 디자인한 프리즘 모양의 꼭대기는 전통 돔을 현대적으로 해석한 것과 유사하다.

## 갤러리

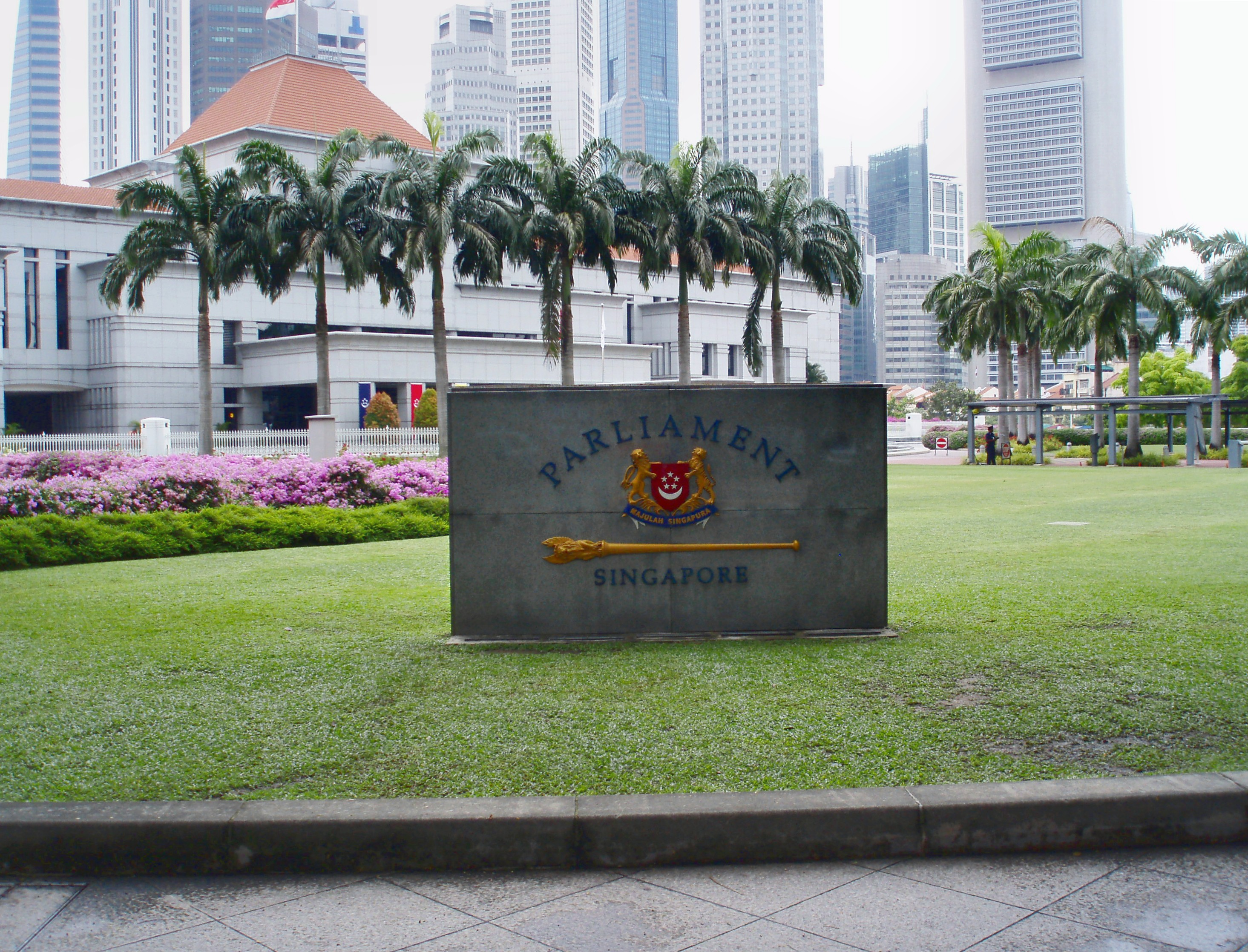
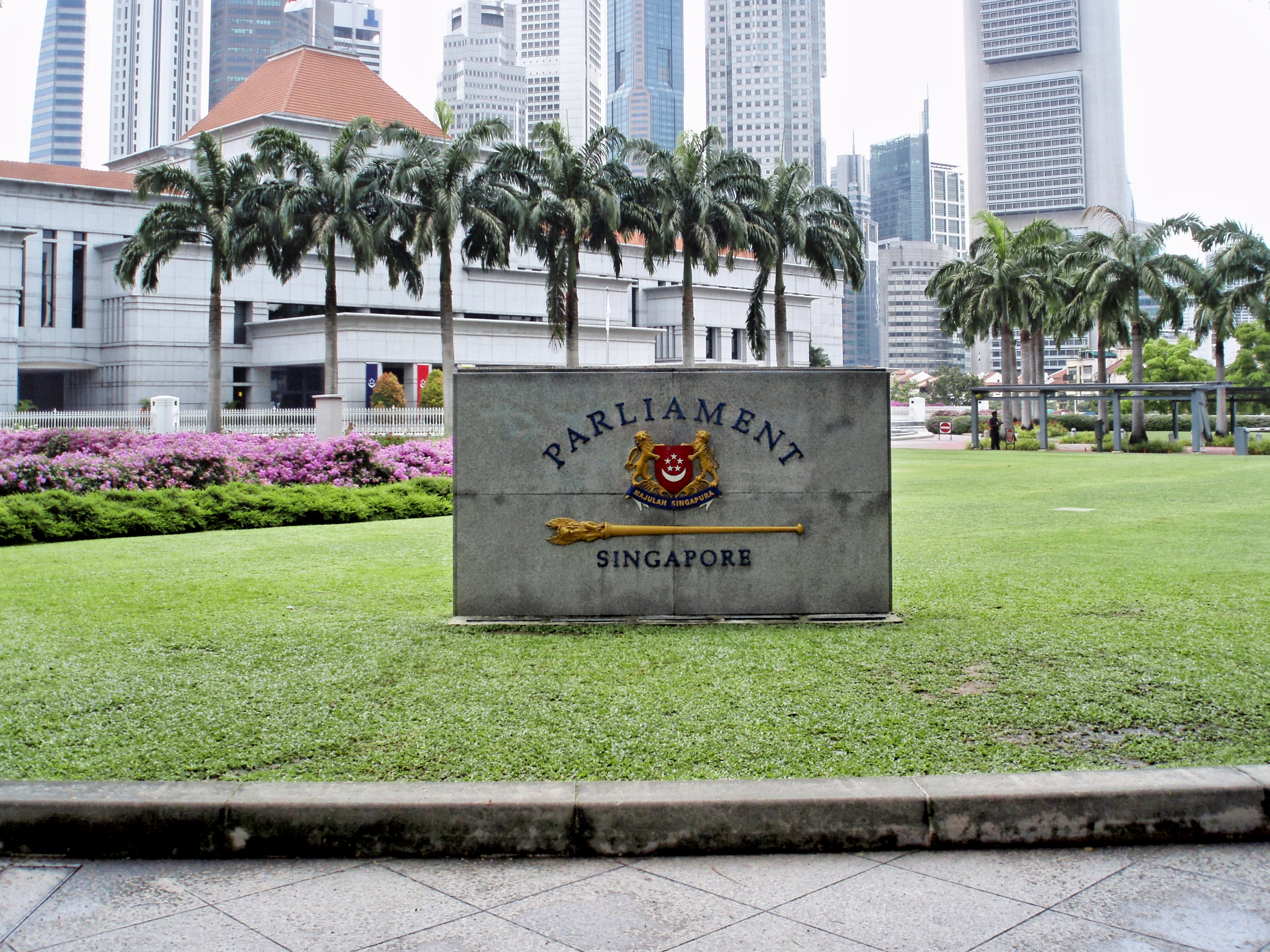
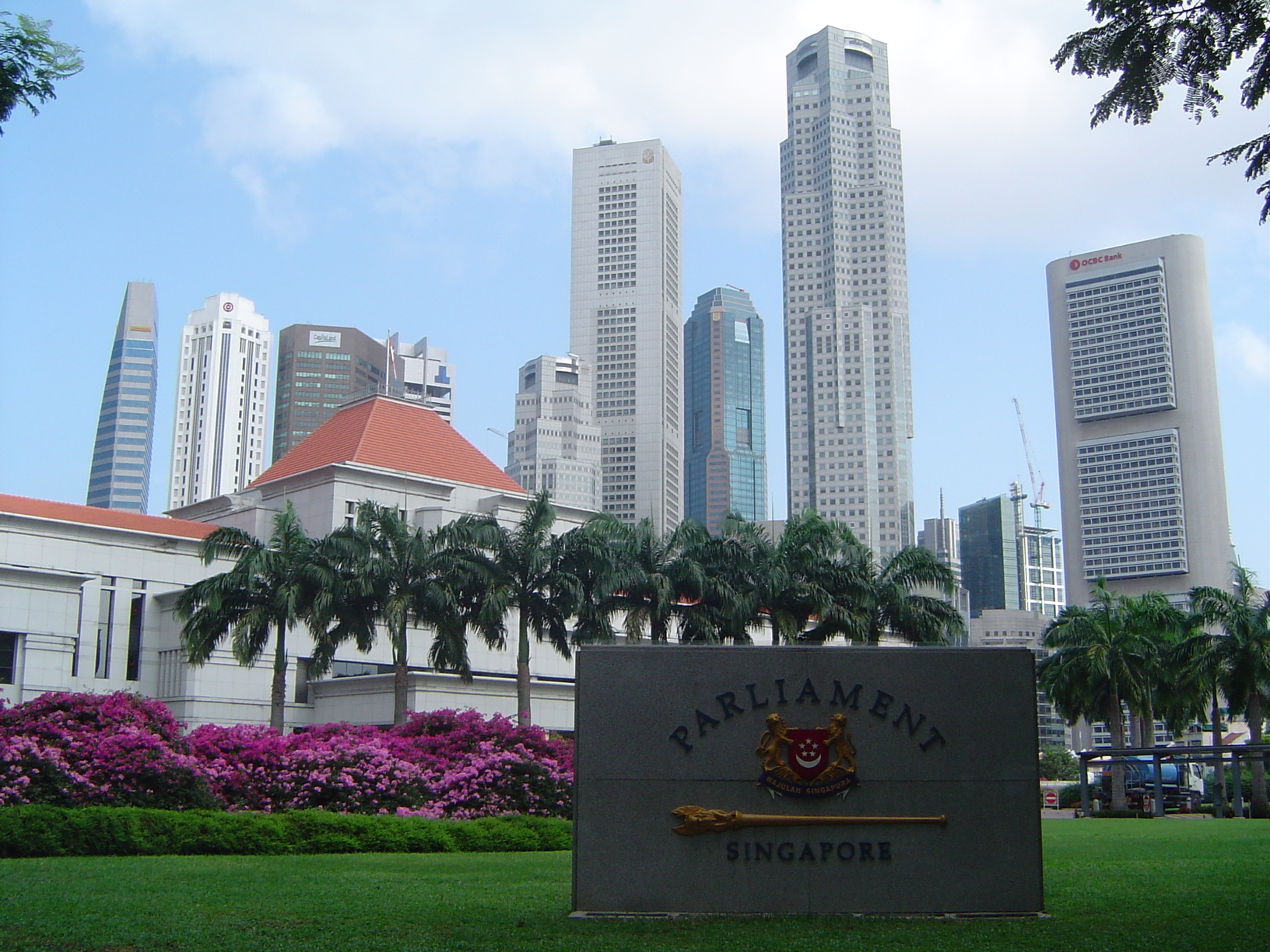
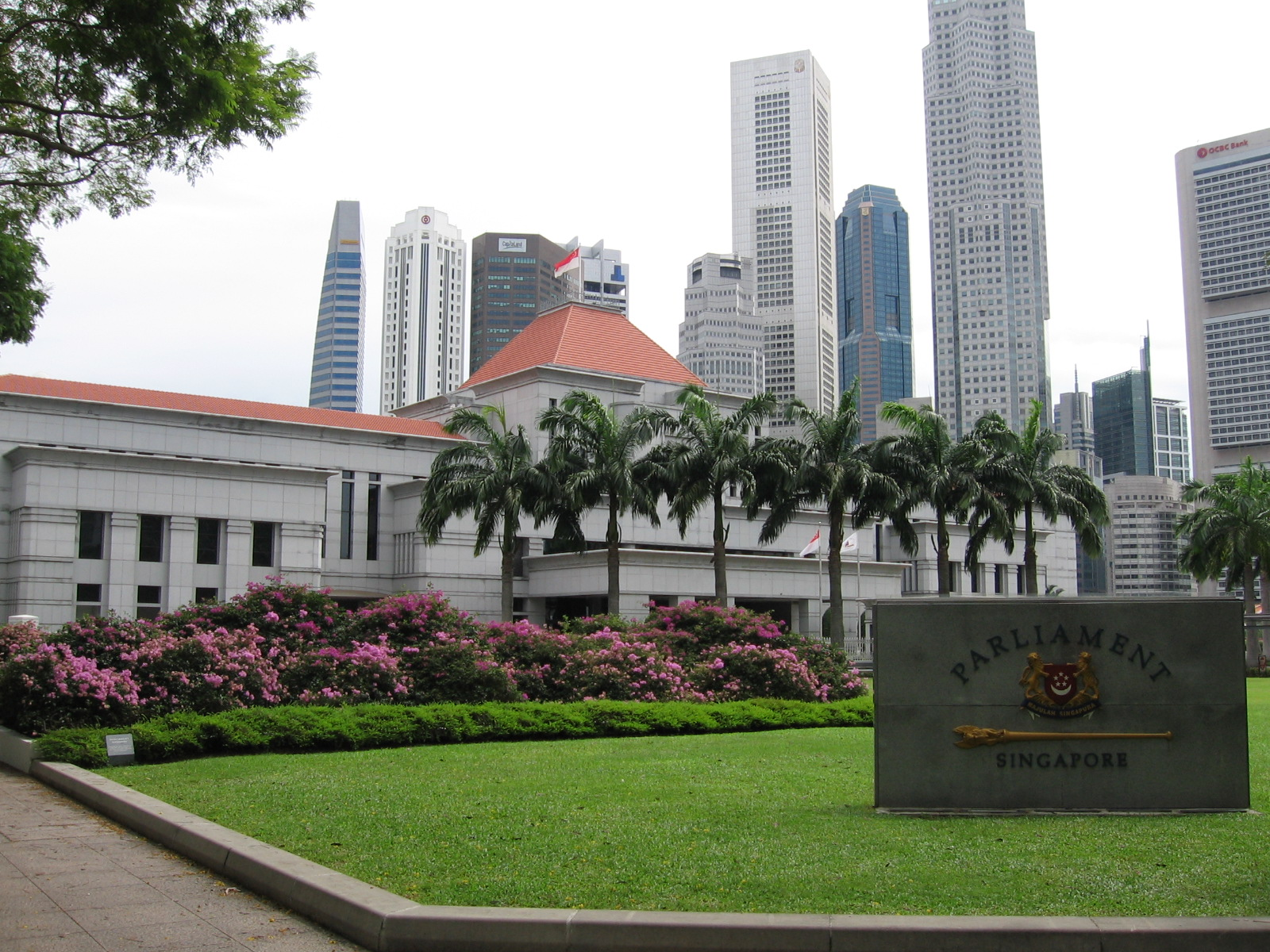
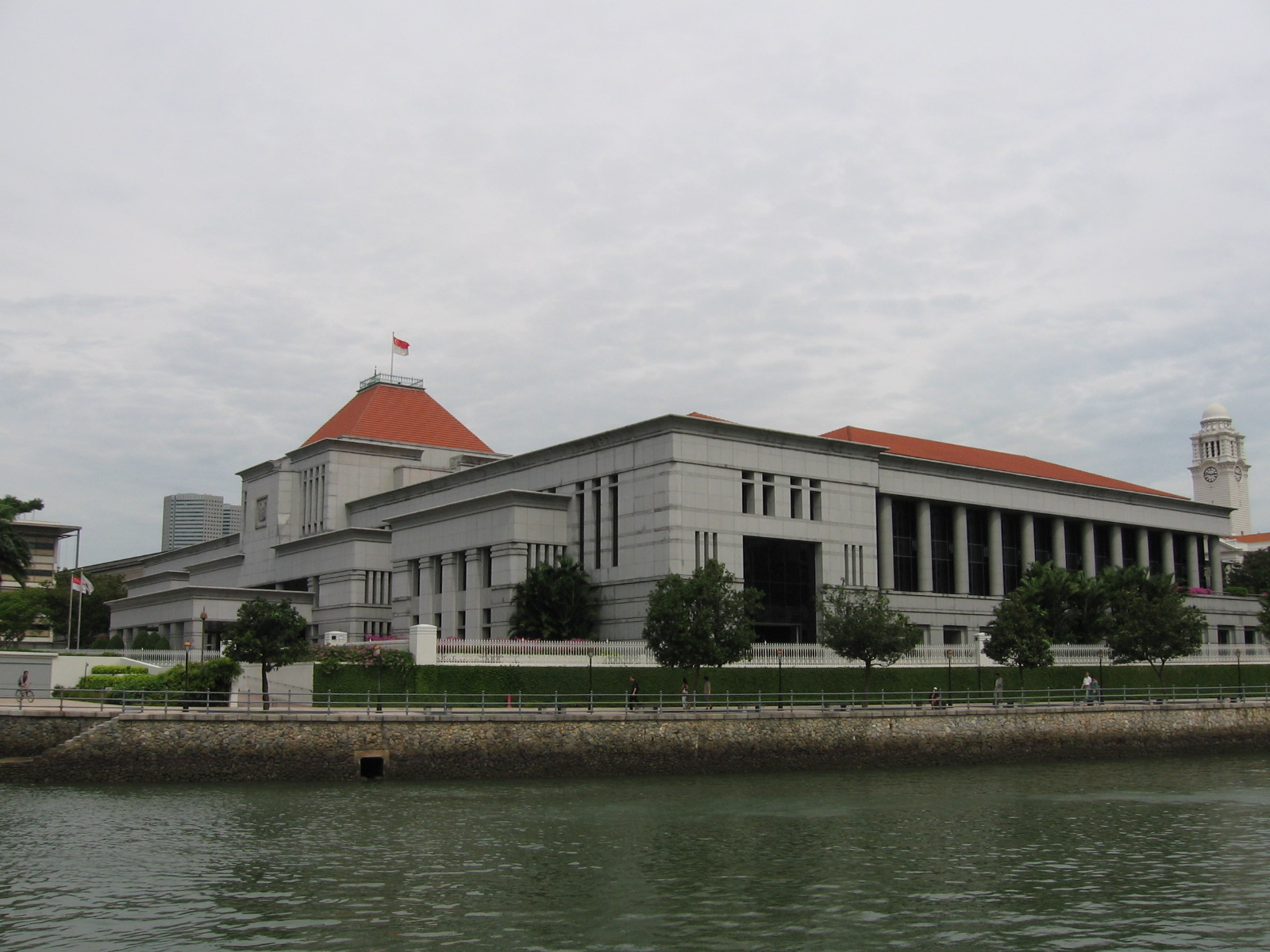
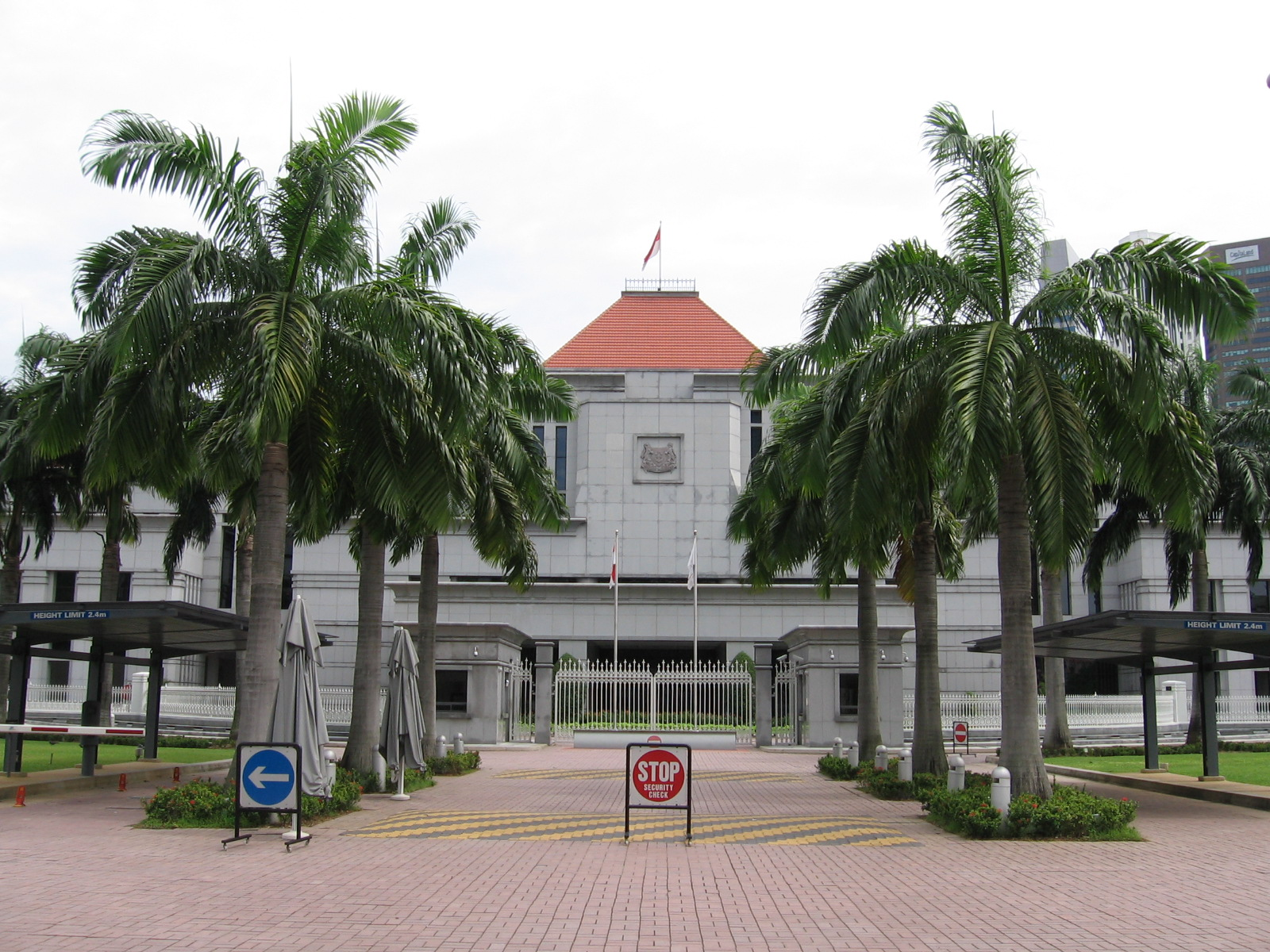
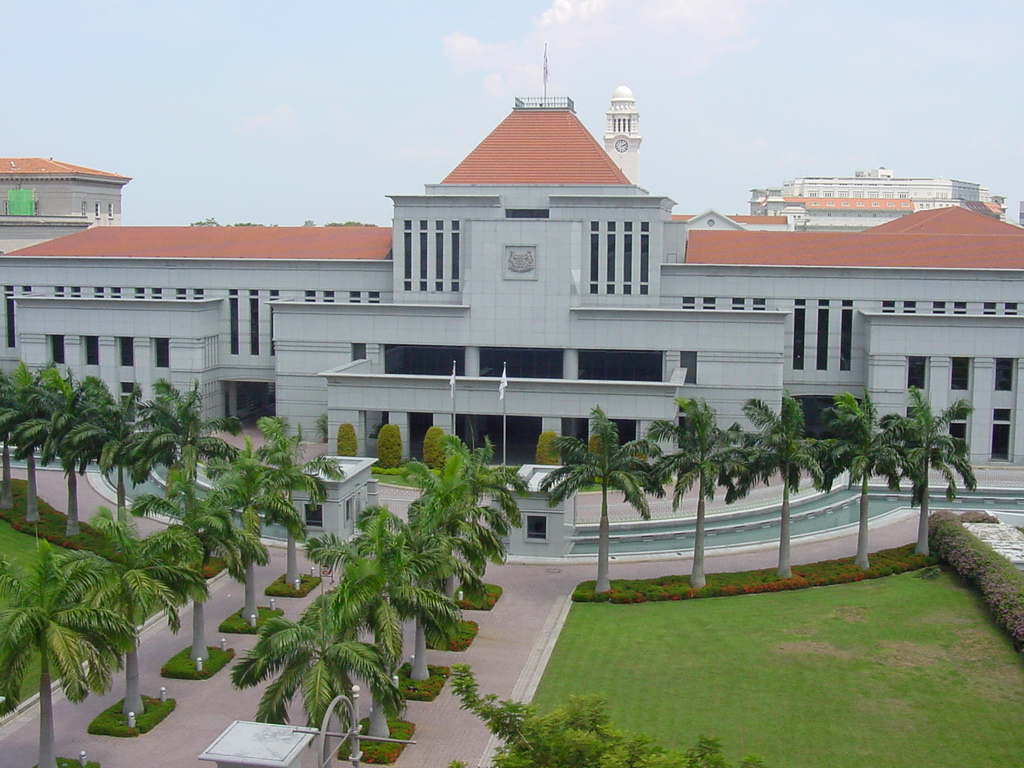
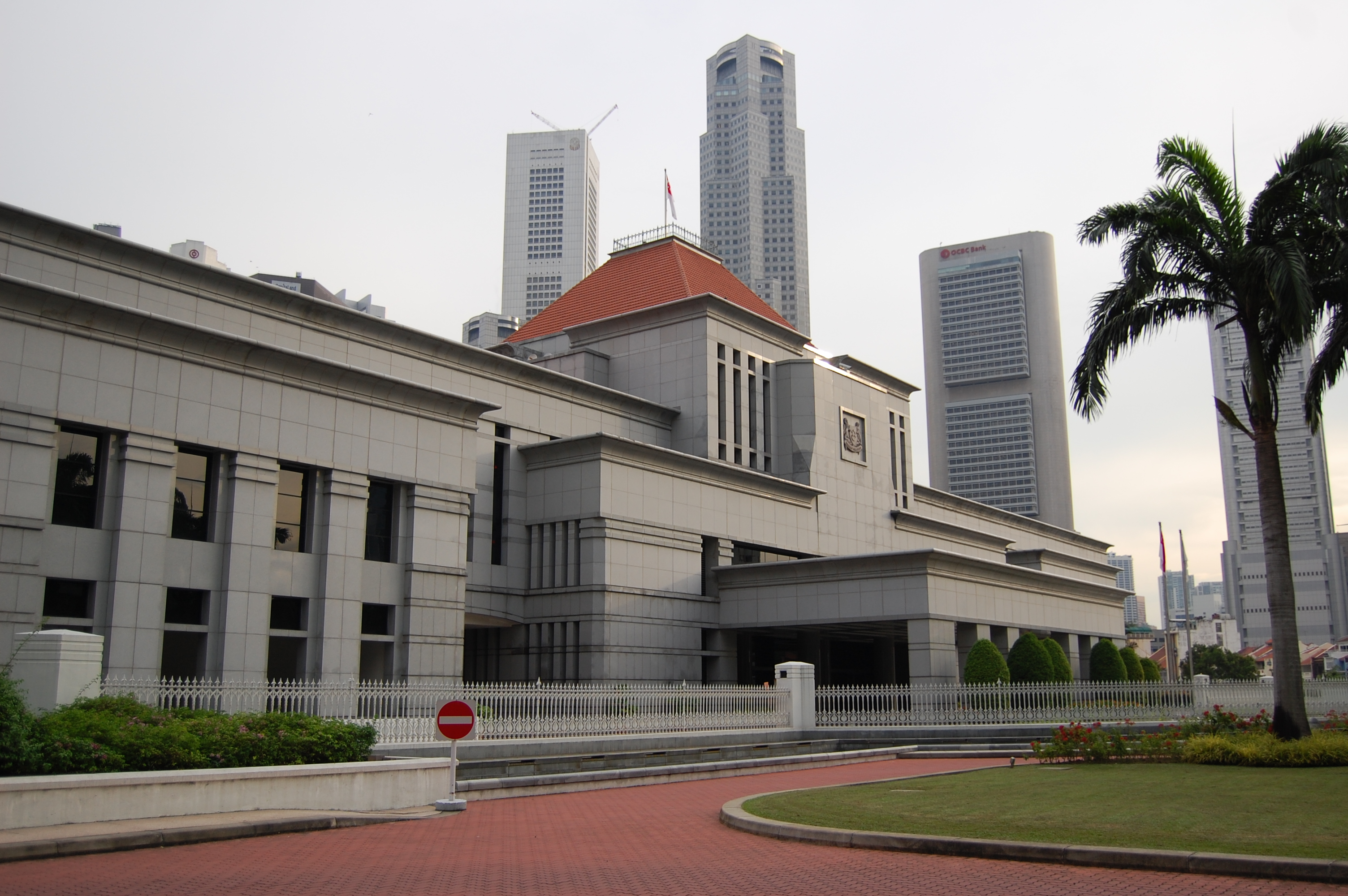
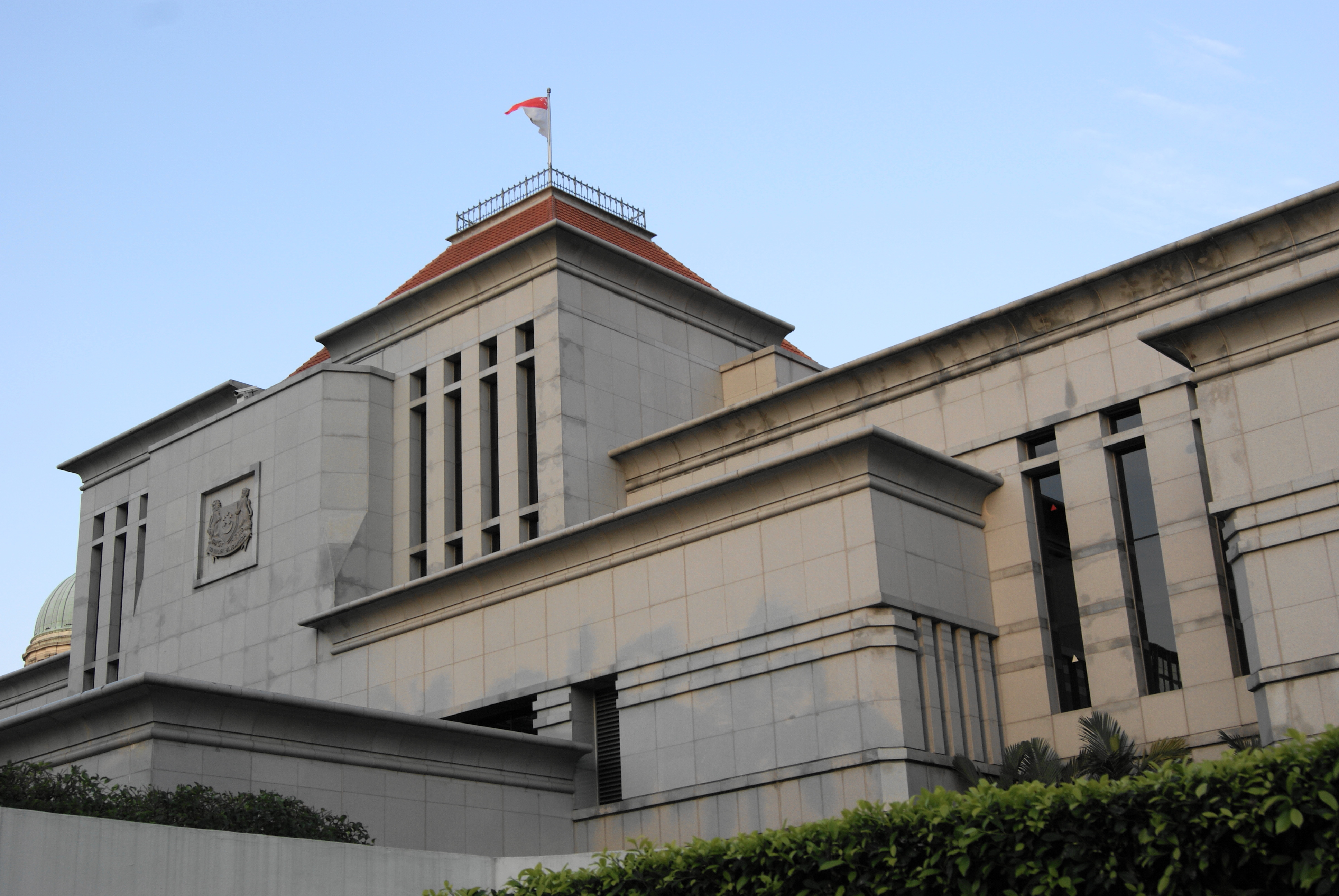
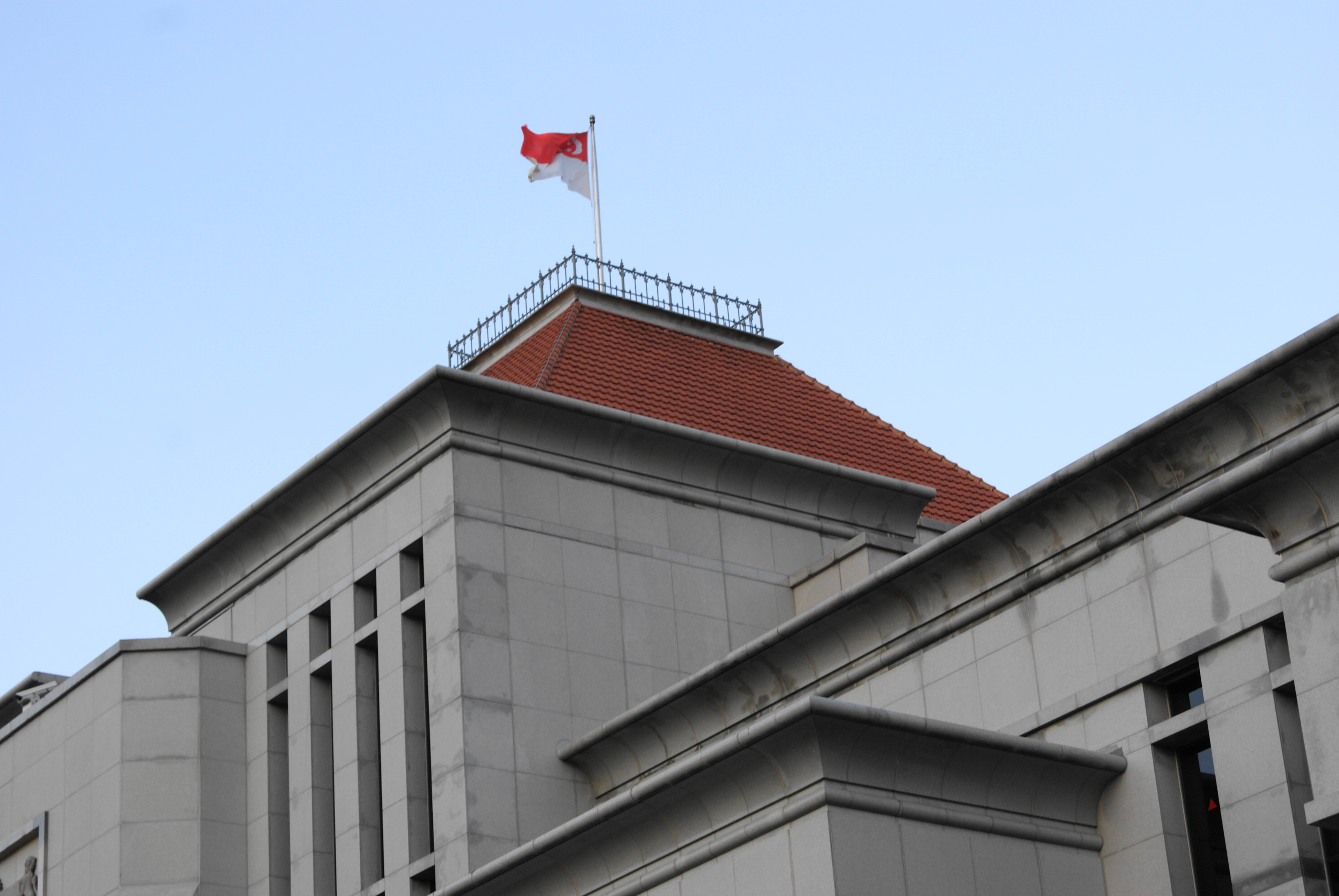
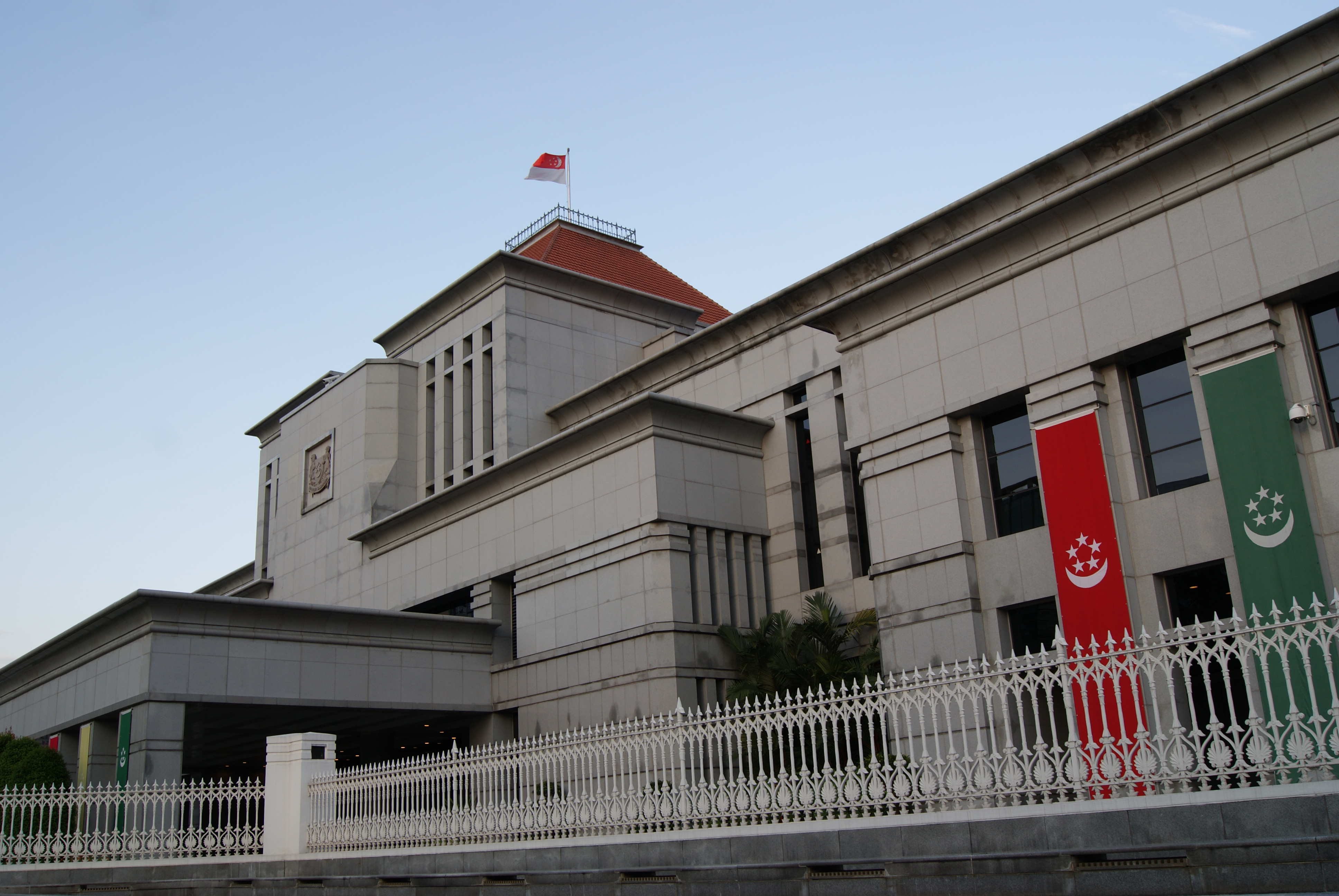
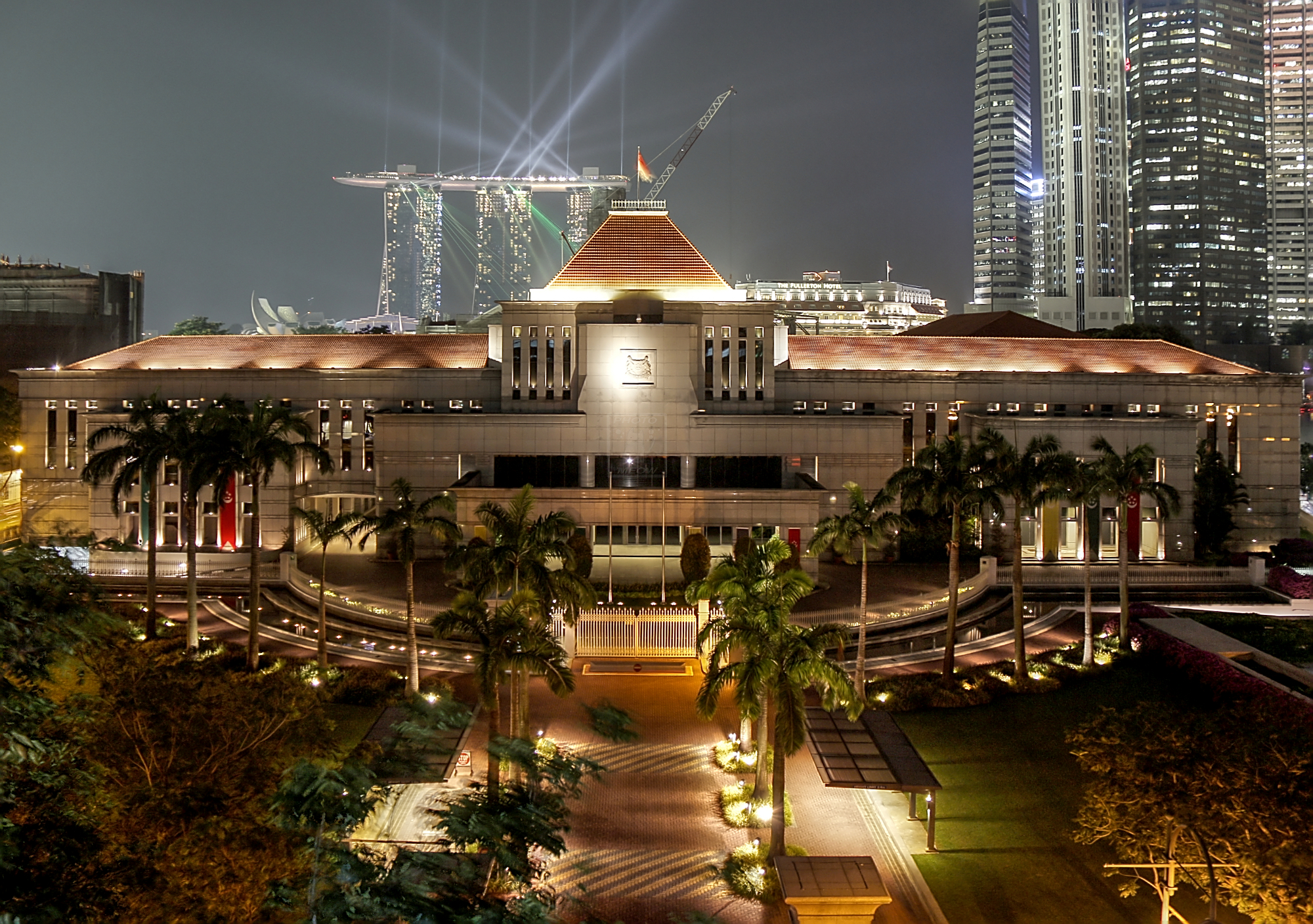
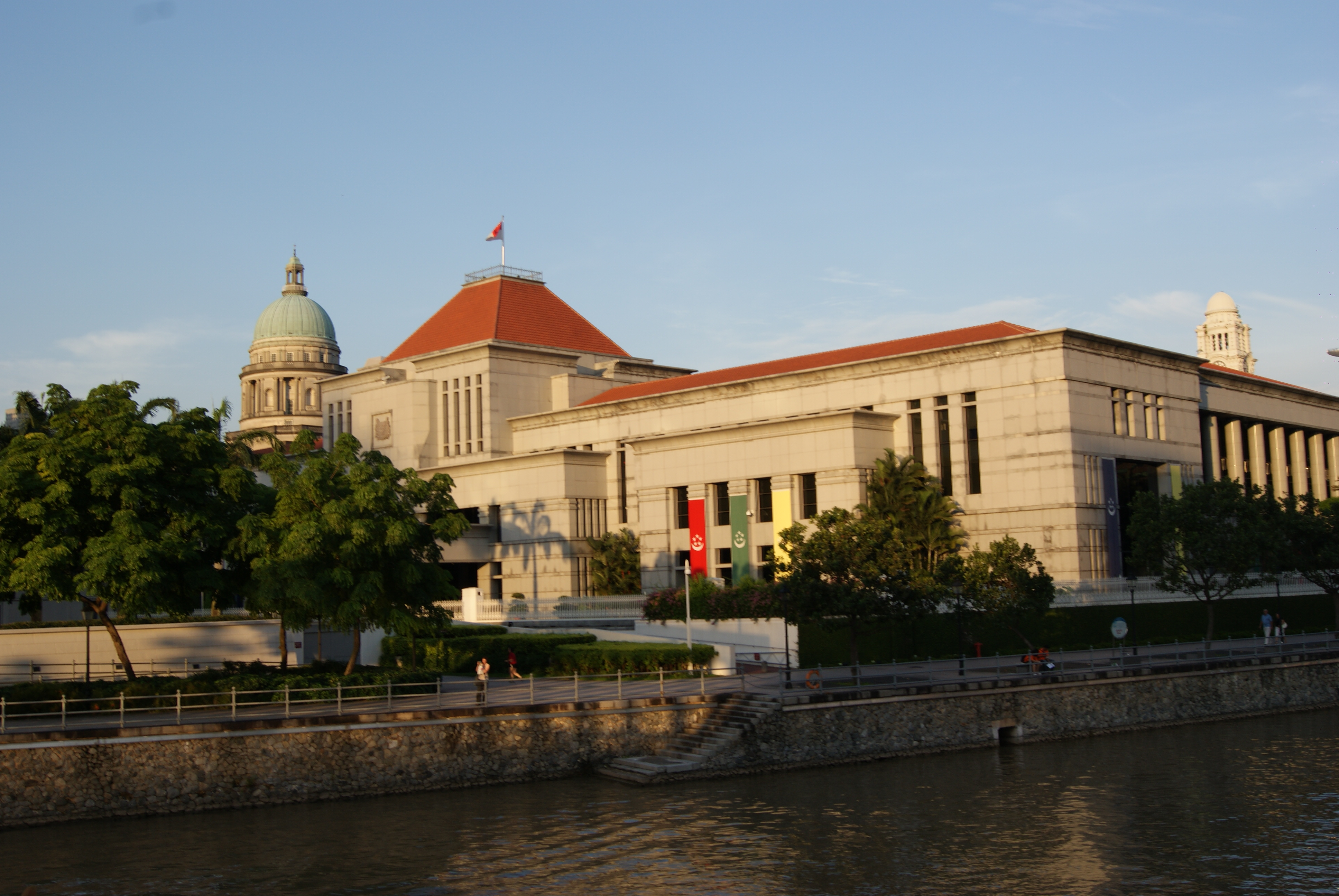
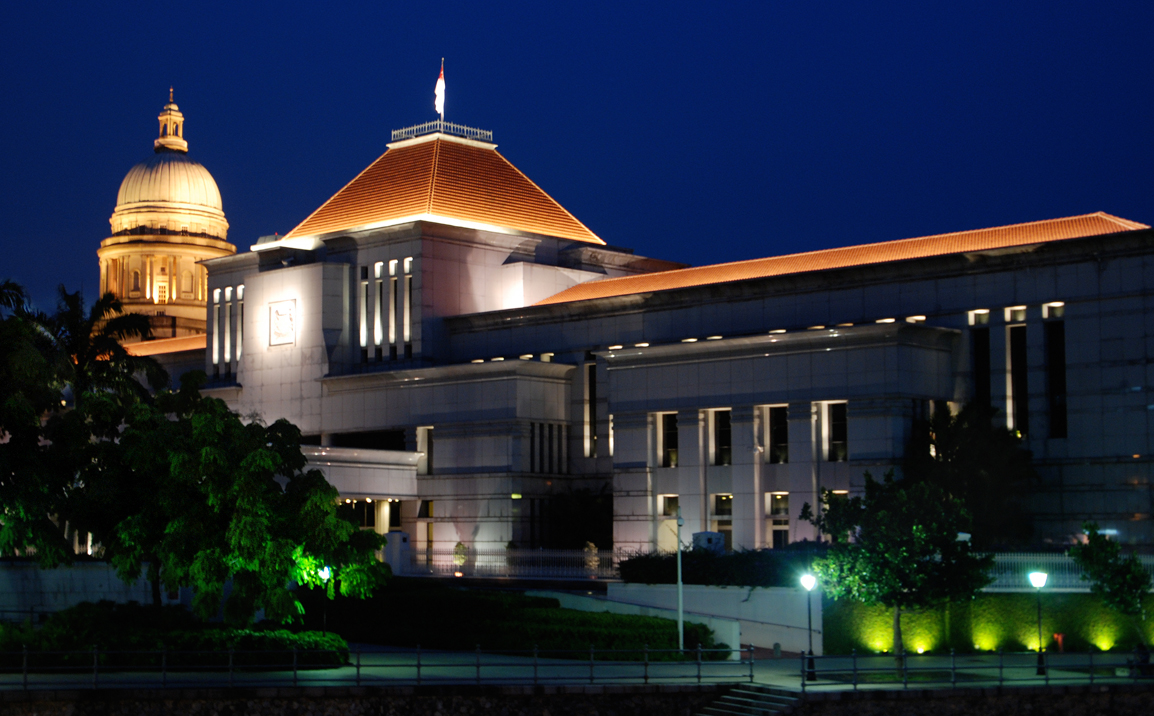
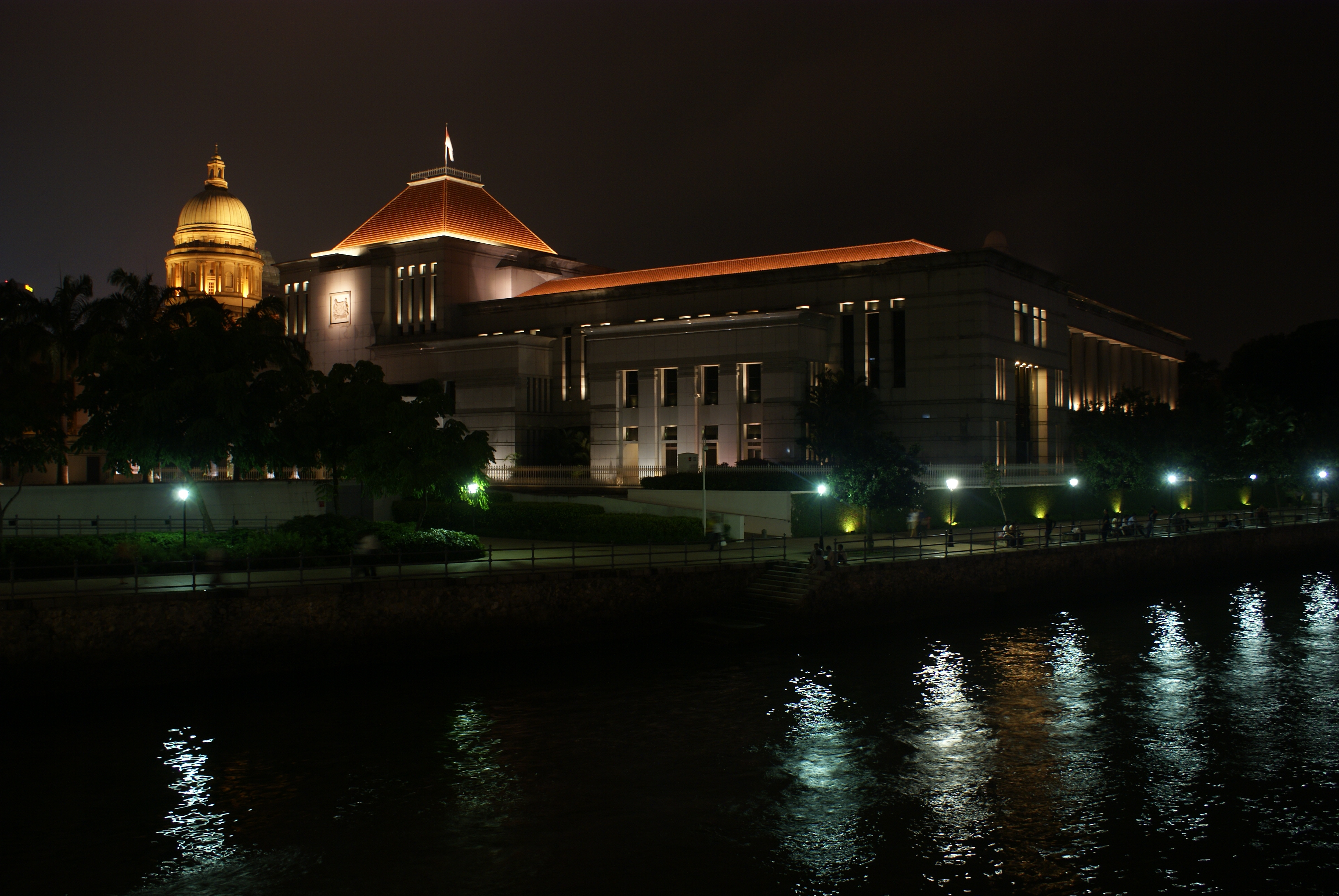
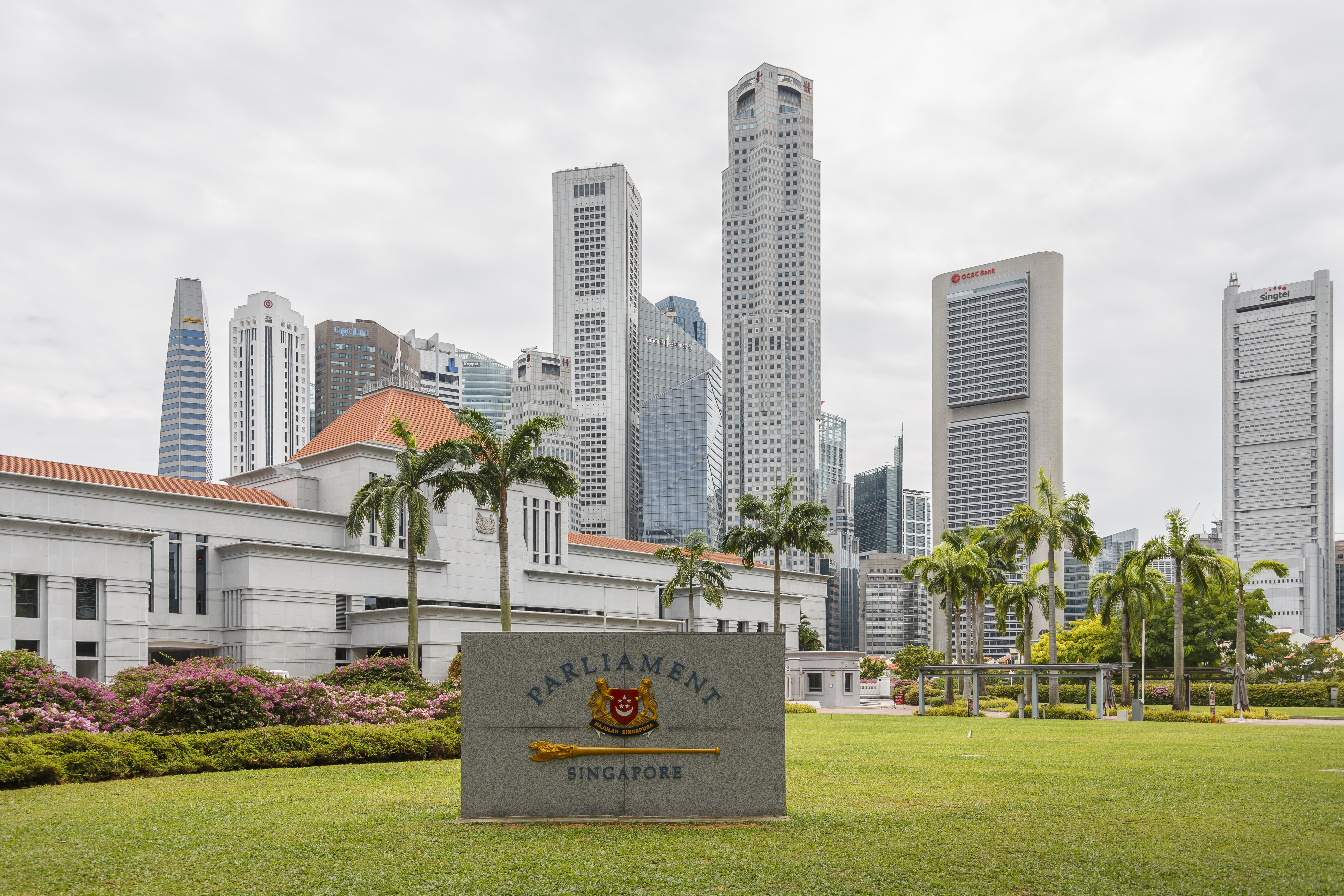
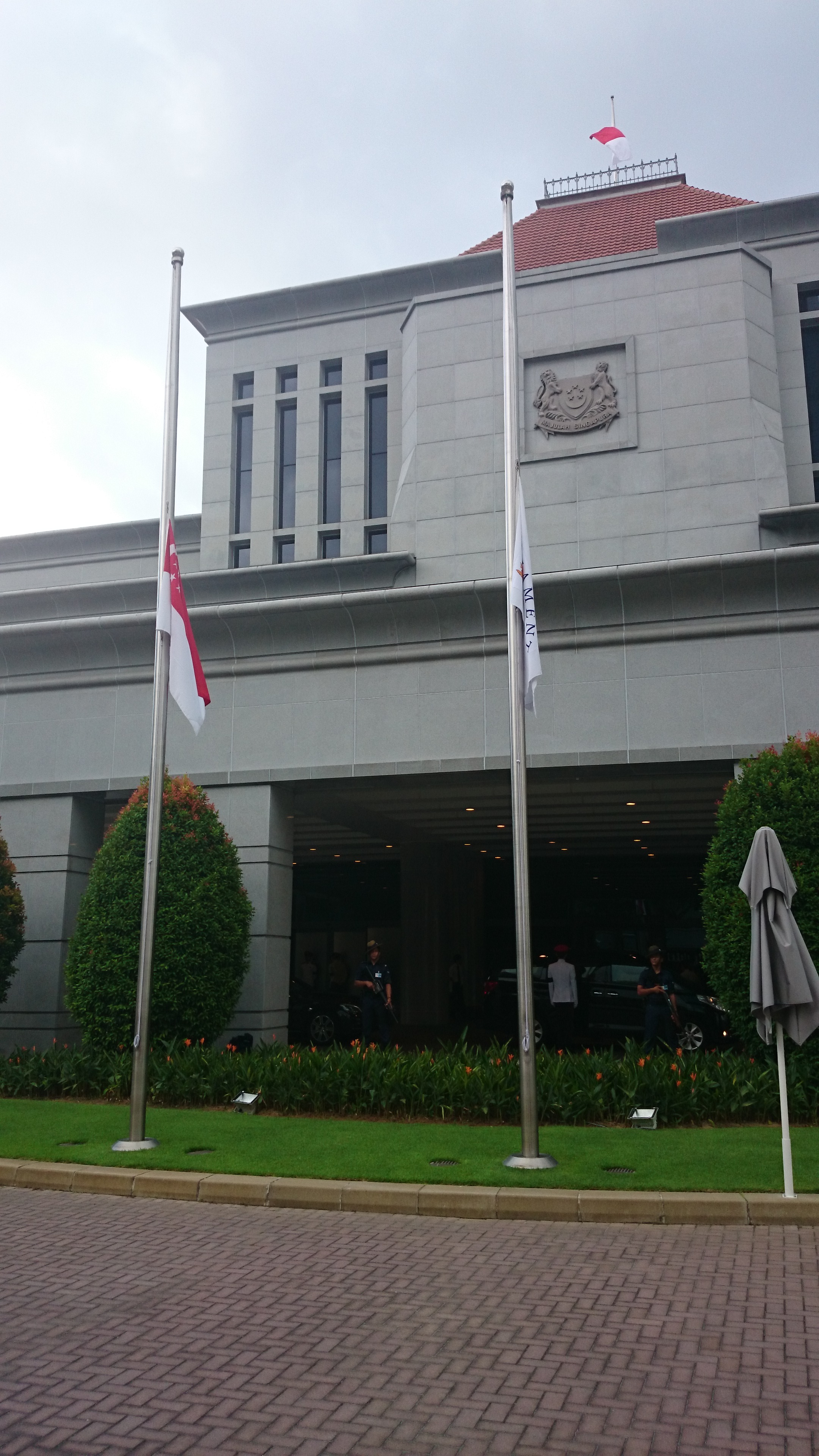
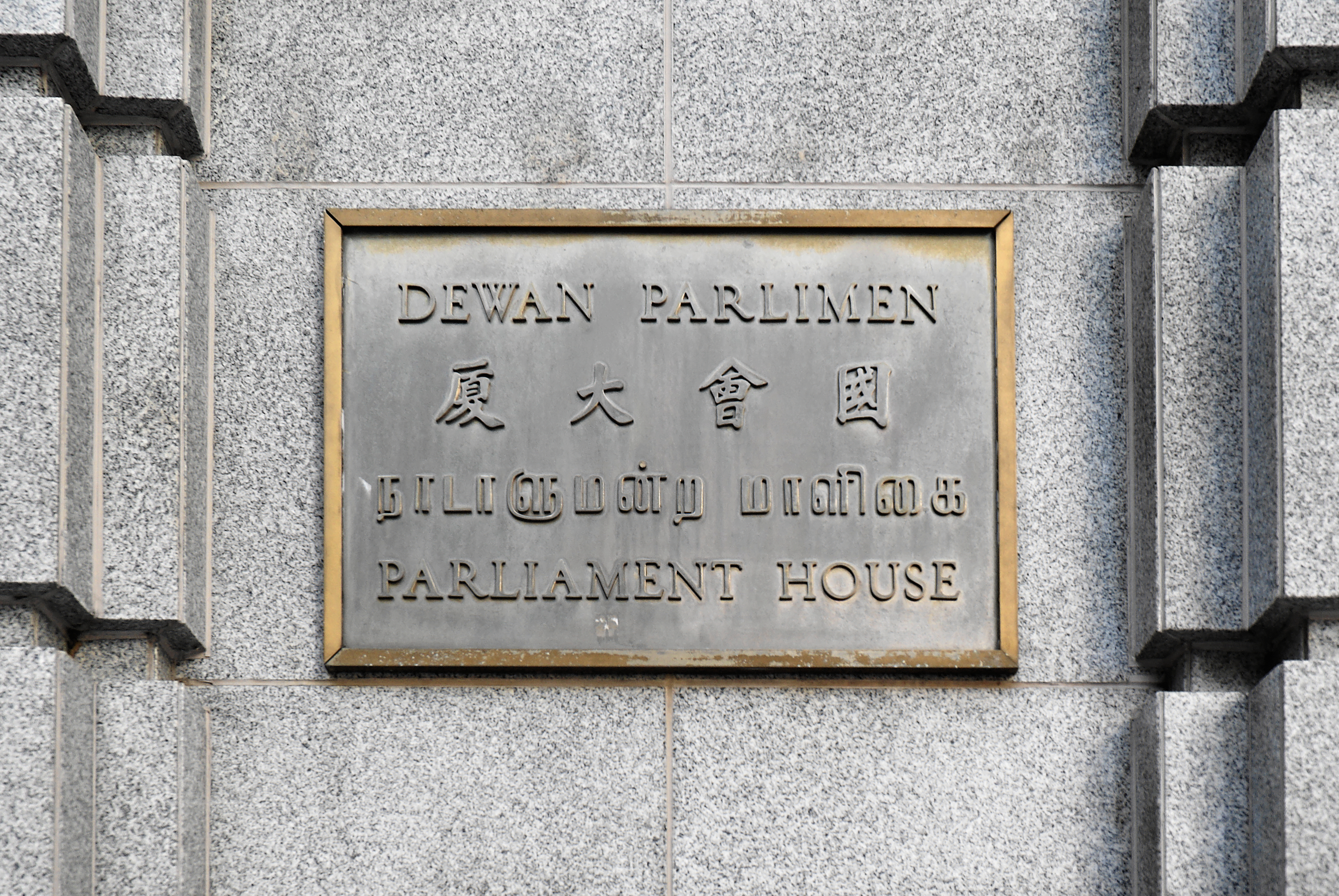
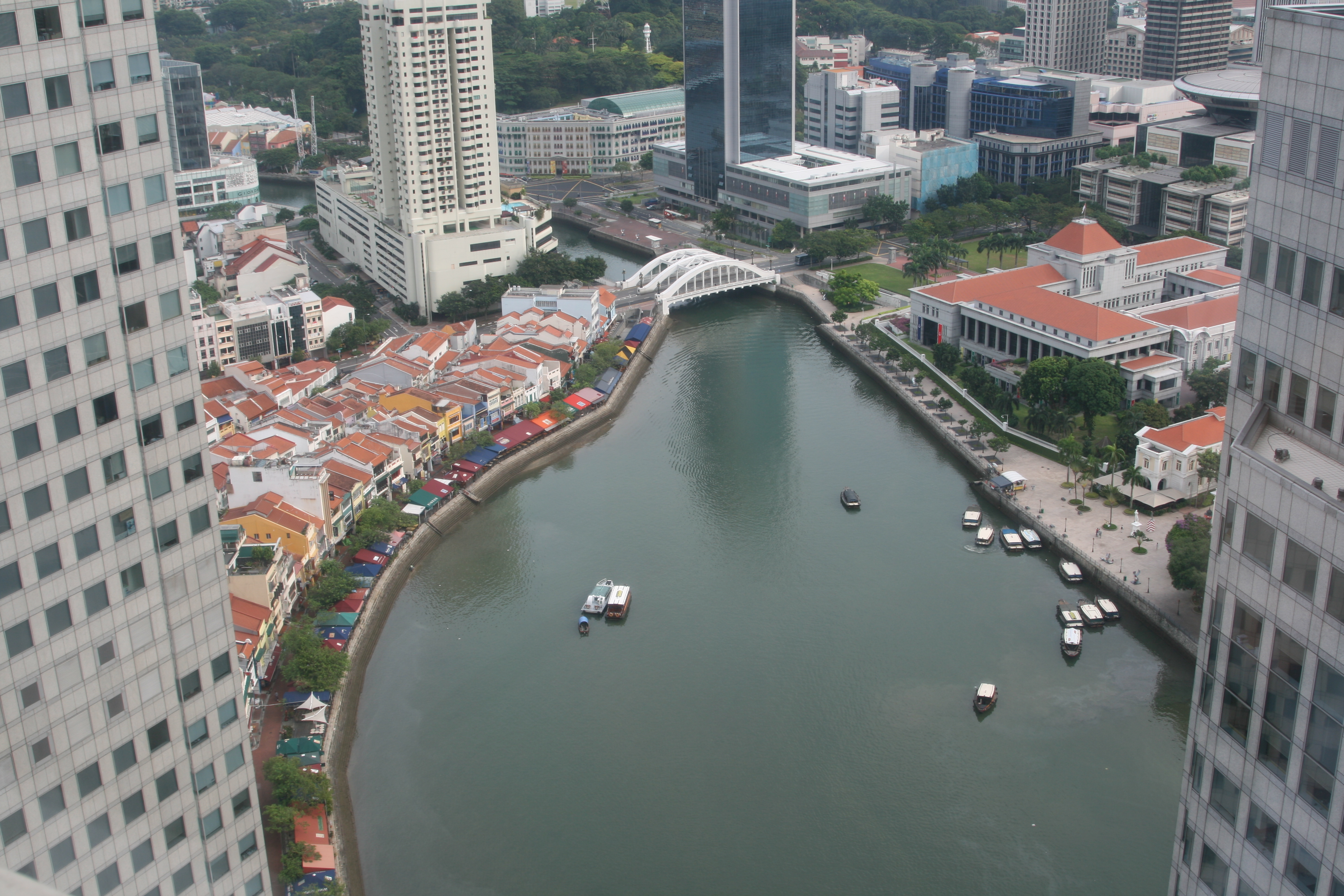
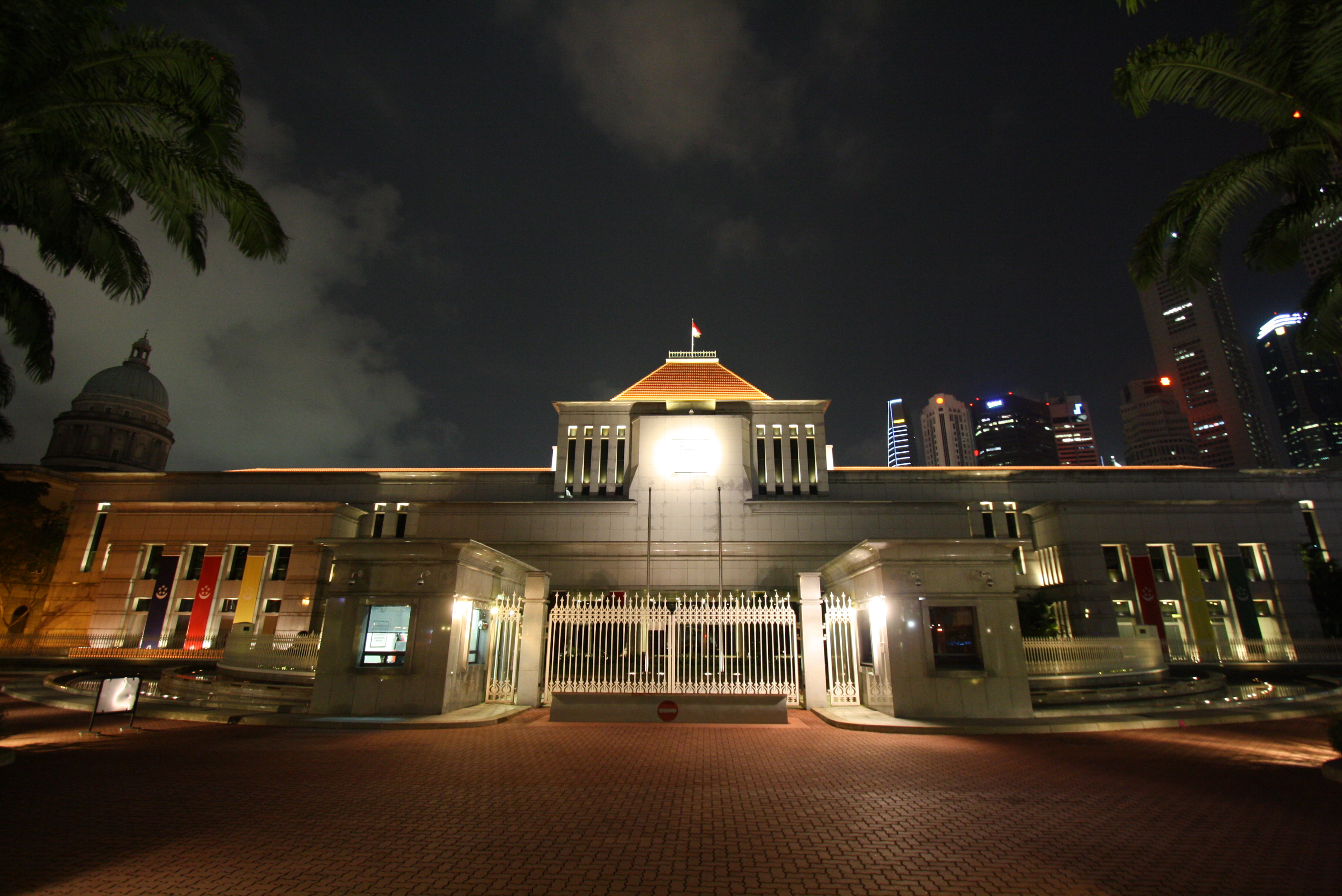